# 約翰·克里斯托夫·巴赫 (1642年—1703年)

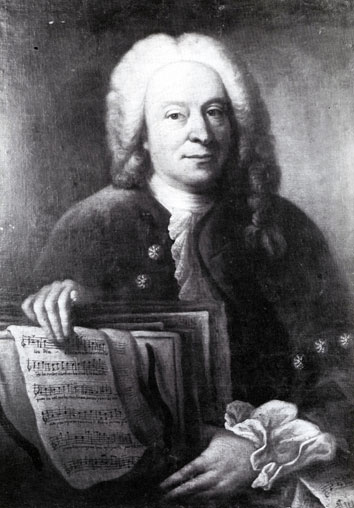
約翰·克里斯托夫·巴赫

約翰·克里斯托夫·巴赫（Johann Christoph Bach，1642年—1703年）是一位德國作曲家與風琴師。他是著名作曲家約翰·塞巴斯蒂安·巴赫的堂叔。他在艾森納赫，薩克森-艾森納赫公國的首府，擔任風琴師。